# Prolamine
Prolaminen zijn een groep van plantaardige opslageiwitten in de zaden van granen. Ze worden gekenmerkt door een hoog gehalte aan proline (tot 25%) en glutamine (tot 46%). Prolaminen bevatten echter weinig van de essentiële aminozuren lysine, methionine en tryptofaan, dus hun biologische waarde wordt als laag beschouwd. Prolaminen zijn in het algemeen alleen oplosbaar in sterk alcoholische (70-80 procent) oplossingen. Er zijn verschillende soorten prolaminen, afhankelijk van de graansoort waaruit het afkomstig is, zie tabel. Sommige prolaminen, met name gliadine, en soortgelijke eiwitten in de geslachtengroep Triticeae kunnen coeliakie veroorzaken bij personen die daar genetische aanleg voor hebben.
De prolaminen verschillen afhankelijk van de graansoort waaruit ze afkomstig zijn:
| Fractie   | Tarwe    | Rogge    | Haver   | Gerst    | Maïs  | Rijst   | Gierst   |
| --------- | -------- | -------- | ------- | -------- | ----- | ------- | -------- |
| Prolamine | Gliadine | Secaline | Avenine | Hordeïne | Zeïne | Oryzine | Kafirine |